# Spilosoma tapaishani
Spilosoma tapaishani är en fjärilsart som beskrevs av Daniel 1933. Spilosoma tapaishani ingår i släktet Spilosoma och familjen björnspinnare. Inga underarter finns listade i Catalogue of Life.